# Fimal
Fimal, en néerlandais Vechmaal, est une section de la commune belge de Heers située en Région flamande dans la province de Limbourg. C'était une commune à part entière avant la fusion des communes de 1971.

## Démographie

### Évolution démographique
- Sources: INS, Rem.: 1831 jusqu'en 1961 = recensements[2].

## Toponymie
Femala (1044), Fesmala (± 1092), Fiemála (1112), Female (1138), Femmala (1181), Fimmale (1211), Fiemale (1223), Fimale (1224)